# Kevin Figaro
Pour les articles homonymes, voir Figaro (homonymie).
Kevin Figaro, né le 16 octobre 1959 à Lafayette (États-Unis), est un joueur de basket-ball professionnel américain.

## Biographie
Drafté en 75e position, au quatrième tour, en NBA en 1981,. Il est désigné MVP étranger du championnat de France de basket-ball en 1986.

## Université
- 1977-1981 :  Ragin' Cajuns de Louisiana-Lafayette (NCAA)

## Clubs
- Mixers d'Ohio (CBA)
- 1984-1987 :  ESM Challans (Nationale 1)
- 1987-1988 :  Olympique d'Antibes (Nationale 1 A)
- 1988-1989 :  Champel Basket[4]
- 1990-1991 :  Avignon (Pro B)[5]
- 1991-1993 :  Maccabi Ironi Ramat Gan[6]